# Estación Perquenco
Perquenco es una estación ubicada en la comuna chilena de Perquenco en la Región de la Araucanía, que es parte de la Línea Troncal Sur. Actualmente es definida por Fesur como un paradero, entregando servicios al Tren Victoria-Temuco.

## Historia

### SigloXIX
En marzo de 1892 se construyó el puente provisorio sobre el río Perquenco, es durante este mismo periodo que se comienzan a instalar los rieles que son traídos por medio del tren que ya cruza el río. El 10 de abril las vías del ferrocarril llegan a la ribera norte del río Quíllem. Sin embargo, el tramo Victoria-Temuco ―junto con esta estación― es inaugurado el 1 de enero de 1893, aunque solo la estación Quíllem se encontraba con todas sus obras acabadas para esa fecha; y el tramo del ferrocarril Victoria-Temuco —y esta estación— son traspasados a la Empresa de los Ferrocarriles del Estado en mayo de 1895.
Producto de la construcción de la estación Perquenco, ubicada en la entonces comuna de Quíllem, la gente que habitaba esa localidad se trasladó masivamente a habitar el entorno de la estación, con lo cual en las décadas posteriores este último lugar se terminó convirtiendo en la nueva cabecera comunal, y de paso cambiando el nombre de la comuna a su denominación actual. Es para 1894 que iniciaron los estudios para la construcción de un ramal hacia Curacautín; esta estación estuvo considerada como la estación de cabecera. Para 1895 la estación obtuvo a un jefe de estación y un ayudante de estación.

### SigloXX
A 1914 estuvo en planificación la construcción de una bodega de 283 m2; para 1915 se habían gestionado los fondos para su construcción. Además en ese año la estación contaba con telegrafistas.
En noviembre de 1962 las autoridades de la época solicitaban al Congreso Nacional recursos para construir un nuevo edificio para la estación, la cual se encontraba deteriorada.

### SigloXXI
Durante julio de 2018 se realizaron reparaciones en las vías de Perquenco, reemplazando durmientes de las vías. El edificio que albergaba a la estación desapareció, existiendo en la actualidad solamente una estructura que funciona como refugio del paradero.